# 第19ミサイル旅団 (ウクライナ陸軍)
第19ミサイル旅団（だい19ミサイルりょだん、ウクライナ語: 19 та ракетна бригада、略称：19 РБр）は、ウクライナ陸軍の旅団。陸軍司令部隷下で、フメリニツキー州の州都フメリニツキーに旅団本部を置く。

## ロシアのウクライナ侵攻
2023年7月28日、ヴォロディミル・ゼレンスキー大統領より「勇気と勇敢さに対する栄誉賞」を授与された。

## 編制
2024年時点での編制は以下のとおりである。
- 旅団本部
  -  本部管理中隊
  -  第1ミサイル大隊
  -  第2ミサイル大隊
  -  第3ミサイル大隊
  -  第4ミサイル大隊
  -  第7警備大隊（ウクライナ語版）
  -  砲兵偵察中隊
  -  工兵中隊
  -  整備中隊
  -  兵站中隊
  -  通信中隊
  -  レーダー中隊
  -  衛生中隊
  -  CBRN防護中隊

## 主要装備
旅団の主要装備は以下のとおりである。
- OTR-21
- BM-30

## 主要幹部
| 官職名 | 階級 | 氏名                     |
| ------ | ---- | ------------------------ |
| 旅団長 | 大佐 | フョードル・ヤロセヴィチ |